# Tom Meighan
Tom Meighan (Leicester, 11 gennaio 1981) è un cantante britannico, ex membro fondatore del gruppo musicale rock Kasabian, nel quale ha militato sino al 2020. Nel 2021 ha avviato una carriera solista.

## Biografia
Figlio di Tom Meighan, lavavetri, e Patricia Meighan, infermiera, ha frequentato il Countesthorpe Leysland Community College. Superò gli esami di educazione artistica e letteratura inglese, ma non si presentò a numerosi altri esami e non ottenne la qualifica in quelle materie. Appassionatosi alla musica, spaziò tra vari generi musicali, dagli artisti di Motown all'hip hop, con predilezione per le canzoni dei Cypress Hill, oltre che per la musica soul. In realtà, da piccolo Tom era più attratto dal calcio che dalla musica, tanto che militò per alcuni anni nel settore giovanile del Nottingham Forest.

## Carriera

### Con i Kasabian
Meighan è stato il cantante dei Kasabian sin dalla loro fondazione, avvenuta nel 1997 a Leicester. Pur essendo in grado di suonare la chitarra, ha rivestito il ruolo di frontman della band senza suonare, ma cantando la maggior parte delle canzoni del gruppo.
L'8 novembre 2010 è uscito il singolo Viva la Revolution, canzone alla quale Meighan ha collaborato in duetto con la band SuperEvolver. Il ricavato delle vendite del singolo è stato poi devoluto all'associazione benefica Harley Staples Cancer Trust e all'UNICEF.
Il 6 luglio 2020 Meighan ha comunicato di aver lasciato i Kasabian di comune accordo con gli altri componenti del gruppo, a causa di problemi personali. La ragione è stata chiarita il giorno successivo, quando il cantante si è dichiarato colpevole di avere aggredito, in preda agli effetti dell'alcol, la fidanzata Vikki Ager. L'accaduto ha indotto gli altri membri del gruppo ad allontanarlo in via definitiva dal progetto.

### Solista
Nell'ottobre 2021 Meighan ha annunciato di aver prodotto della musica inedita per la prima volta in veste di solista. Una breve clip del brano Would You Mind è stata pubblicata il 17 ottobre sul suo profilo Instagram. Il singolo è stato ufficialmente pubblicato, con un video ufficiale diretto da Charlie Lightnening, il 31 ottobre 2021. Nei giorni successivi Meighan ha annunciato di essere in studio per produrre nuova musica da solista.
Nel 2022 vengono pubblicati i singoli Movin 'On, Out of this World, Let It Ride e Icarus.
Il 5 maggio 2023 esce l'album The Reckoning, pubblicato dalla Destruct Records.

## Vita privata
Nel maggio 2012 ha avuto dalla compagna Kim James una figlia. I due si sono lasciati nel 2016.
Dal 2016 è fidanzato con Vikki Ager. Il 7 luglio 2020 Meighan si è dichiarato colpevole di aver aggredito fisicamente Vikki, allora sua promessa sposa, nel periodo di lockdown imposto dalla pandemia di COVID-19, in preda agli effetti dell'alcol; è stato in seguito condannato a 200 ore di lavoro non retribuito in sostituzione al carcere. Meighan ha dichiarato di essere pentito e dispiaciuto con sua moglie, i suoi famigliari e i fan dei Kasabian, gruppo che in seguito a detti avvenimenti ha abbandonato di comune accordo con i colleghi, e ha partecipato a tre settimane di terapia per disintossicarsi dall'abuso di alcol. Il 13 luglio 2021, a un anno dalla condanna per violenza domestica, Tom Meighan e Vikki Ager hanno convolato a nozze.

## Discografia

### Da solista

#### Album in studio
- 2023 – The Reckoning
- 2025 – Roadrunner

#### Singoli
- 2021 – Would You Mind
- 2022 – Movin 'On
- 2022 – Out of this World
- 2022 – Let It Ride
- 2022 – Icarus
- 2022 – Shout It Out
- 2022 – Put Your Feet Down
- 2023 – Everyone's Addicted to Something
- 2023 – Don't Give In
- 2023 – The Summer Session

### Con i Kasabian

#### Album in studio
- 2004 – Kasabian
- 2006 – Empire
- 2009 – West Ryder Pauper Lunatic Asylum
- 2011 – Velociraptor!
- 2014 – 48:13
- 2017 – For Crying Out Loud

#### Album dal vivo
- 2005 – Live from Brixton Academy
- 2012 – Live! - Live at The O2